# Užice
Užice er en by og et amt, som ligger i Serbien. Byen har en befolkning på i alt 59.747 indbyggere. Den er det administrative centrum i Zlatibor District i Serbien. Byen ligger ved bredden af Đetinja-floden.